# Les Grives
Les Grives és un indret del terme municipal d'Abella de la Conca, a la comarca del Pallars Jussà.
Està situat prop de l'extrem de ponent del terme municipal, a la dreta del riu d'Abella, a ponent del Tossal del Gassó i del Serrat del Corb, al nord de les Llaus i a llevant del Tossal de la Doba. Pertany a la partida de les Vielles.

## Etimologia
Joan Coromines associa Griu i Griva amb el nom del griu, animal mític, del grec gryphus. Es tractaria del reflex d'una llegenda que associava aquell ocell monstruós d'aspecte eriçat amb aquest lloc.